# Ольховський Федір Борисович
Федір Борисович Ольховський — український актор театру та кіно, провідний майстер сцени Київського академічного драматичного театру на Подолі, заслужений артист України (2016).

## Біографія
Народилася 23 листопада 1960 року в Києві.
У 1985 році закінчив Київський національний університет театру, кіно і ТБ ім. І. К. Карпенка-Карого (художній керівник курсу – народний артист СРСР А. Гашинський).
З 1985 по 1987 рік працював у Харківському академічному російському драматичному театрі ім. О. С. Пушкіна.

## Фільмографія
- 2001 «День народження Буржуя-2» (Росія, Україна), епізод;
- 2002 «Blue Moon» (Блакитний місяць)» (Австрія, Швеція);
- 2004 «Попел Фенікса» (Росія, Україна), епізод;
- 2005 «Повернення Мухтара-2», Кіряєв (22 серія);
- 2006 «Дев'ять життів Нестора Махно», Каменєв;
- 2006 «Золоті хлопці-2» (Росія, Україна), Денікін;
- 2006 «Опер Крюк» (Україна), помічник Чижова;
- 2006 «Таємниця "Святого Патріка"», (Україна), епізод;
- 2006 «Круч. Пісня довжиною у життя», піаніст;
- 2006 «Повернення Мухтара-3», Валера (10 серія);
- 2007 «Колишня» (Україна), Сомов - юрист компанії "Гламур-Ко";
- 2007 «Повернення Мухтара-4»; Артем Борисович (3 серія), Волинський (58 серія);
- 2007 «Головне – встигнути» (Україна), епізод;
- 2008 «Адреналін», Сушко;
- 2008 «Альпініст» (Україна), конструктор мосту;
- 2008 «Рука на щастя» (Росія, Україна), Кирило;
- 2008 «Казка про жінку та чоловіка» (Україна), колега Вольського;
- 2009 «Веська основа для вбивства» (Україна), Самуєвич;
- 2009 «Доярка із Хацапетівки. Виклик долі» (Росія, Україна)», адміністратор
- 2009 «За законом» (Україна), Олександр Сисоєв (31 серія);
- 2010 «Брат за брата» (Росія, Україна), Олександр Іванович - співробітник ФСБ;
- 2010 «Віра, Надія, Любов», директор агенції;
- 2010 «Маршрут милосердя», Геннадій Петрович;
- 2010 «Свати-4» (Україна), Борис, ведучий конкурсу на найкращий готель Ялти;
- 2010 «Повернення Мухтара-6», Тюрін;
- 2011 «Єфросинья» (Росія, Україна), Бурчин;
- 2011 «Повернення Мухтара-7», Микола Іванович Тимохін - лікар;
- 2011 «Пончик Люся» (Росія, Україна), лікар;
- 2014 «Брат за брата-3» (Росія, Україна), Кочан - кримінальний авторитет;
- 2014 «Пляж» (Росія, Україна), Павло Єгорович Строгалов - полковник (Фільми 12, 15);
- 2015 «Пес-1» (Україна), Микола Лавров - господар фабрики (6 серія);
- 2016 «Провідниця» (Україна), Анатолій Миронович Казанцев - отець Марка, чиновник (1 серія);
- 2017 «Добрі наміри» (Росія, Україна), чиновник;
- 2017 «Ментівські війни. Київ» (Україна), генерал (Фільми 1-3, 5);
- 2017 «Пес-3», Ігор (13 серія);
- 2018 «Останній бій» (Україна), Горделадзе;
- 2018 «Сувенір з Одеси» (Україна), Тальберг;
- 2019 «Відплата» (Україна), Харченко;
- 2019 «З вовками жити» (Україна), Іван Андрійович Корнійчук - отець Марти, головний архітектор міста;
- 2019 «З мене досить» (Україна), гість на заручинах;
- 2020 «Експерт» (Україна), Головньов;
- 2020 «Обійми брехні» (Україна), епізод;
- 2020-2021 «Філін» (Україна);
- 2021 «Мідна обручка» (Україна);
- 2021 «Місце під сонцем» (Україна), епізод
- 2021 «Попри все» (Україна), ректор.

## Театральні роботи

### Харківський академічний російський драматичний театр імені О. С. Пушкіна(1985-1987)
- «Вишневий сад» А.Чехова - Петро Трофимов;
- «А з ранку вони прокинулися» В.Шукшина – Микола Сибіряк;
- «12 – ніч» У.Шекспіра – Валентин;
- «Моя чудова леді» Б.Шоу – Чоловік з Селсі;
- «Так переможемо» М.Шатрова – Партієць;
- «Борис Годунов» А.Пушкіна – Хрущов;
- «Проводимо експеримент» У.Черних – Олександр;
- «Афганський репортаж» В.Зоріна – Бойцов;
- «Жартівники» О.Островського – Переносков;
- «Алі-Баба та сорок розбійників» В.Смєхова – Ісмаіл;
- «Декамерон» Д.Боккаччо – Аллесандро;
- «Фізики» Ф. Дюрренматта – Ріхард Фос;
- «Аеропорт» А.Хейлі – Вернон;
- «Останнє літо в Одесі» Ю.Динова – О.Раєвський;
- «Я – Жінка» В.Мережка – Сергій.

### Київський академічний драматичний театр на Подолі(1988-н.ч.)
- 1988 «… та я прийду по ваші душі…» за В. Висоцьким, Монах;
- 1988 «Мадридські води» Лопе де Веги, Дон Педро;
- 1989 «Лунін, або смерть Жака» Е. Радзинського –  Кисельов;
- 1989 «Вертеп» В. Шевчука –  Запорожець;
- 1991 «Нас тепер двоє» Г. Лорки, Дон Дроздиліо;
- 1991 «Граємо Стріндберга» за Ф. Дюрренматтом – Курт;
- 1993 «Опера Мафіозо» В.Станілова, Джузеппе;
- 1994 «Ніч чудес» В. Шекспіра,  Оберон;
- «Фрекен Юлія» Ю. Стріндберга – Жан;
- 1998 «Кабала святенників» М. Булгакова, Де Арсин’ї;
- «Мауглі» Р. Кіплінга, Балу;
- «Єрма» Г. Лорки, Хуан;
- 1998 «В степах України», О.Корнійчука, Олексій;
- 2000 «Ідіот» Ф. Достоєвського – Рогожин;
- 2001 «Квартал небожителів» О. Коротко, Капітан;
- 2001 «Фантазія для рояля в чотири руки» А. Ольмерта, Сусід;
- 2003 «Лист Богу» О.Крима, Тихоненко;
- 2005 «Дивакуватий Журден» М. Булгакова, пані Журден;
- 2006 «Передчуття Мини Мазайло» М.Куліша, Тарас;
- 2007 «Гравці» М.Гоголя, Швохнєв;
- 2007 «Дворянські вибори» Квітка-Основ’яненко – Драчугін;
- 2008 «Антракт» О.Морданя – Петро;
- 2009 «Ігри олігархів», Ізжогін;
- 2009 «Мертві душі» М.Гоголя, Манілов;
- 2010 «Білосніжка та семеро гномів» Е. Успенського, Понеділок;
- 2012 «Фараони» О.Коломійця, Микола Таран;
- 2013 «Пастка для самотнього мужчини» Р.Тома, Даніель;
- 2014 «Що я бачив у сні» Л.Толстого, Петро Іванович;
- 2015 «Вічно живі» Розова, Чернов;
- 2015 «Ревізія-шмавізія» А. Крима, Кузьміч;
- 2017 «Очі дня» Е.Греміна, Маслов Вадим;
- 2018 «Шестеро персонажів у пошуках автора», Піранделло, Прем’єр;

## Фестивалі
- 1990. Червень. Греція. Фестиваль “Olimpicos”;
- 1990. Вересень. Фінляндія. Дні Києва у Тампере. Фестиваль мистецтв;
- 1991. Листопад. Німеччина. Фрайбург.  Гастролі;
- 1992. Червень. США. Маямі. VII Міжнародний фестиваль іспанської літератури «Аванте»;
- 1993. Червень. Туреччина. Біллкент. Анкара. Міжнародна зустріч театрів;
- 2000. Червень. Італія. Рим. Театр “ВАШЕЛЛО”. Гастролі;
- 2002. Вересень. Кіпр. Тур по містах;
- 2002. Листопад. Німеччина. Мюнхен. Фестиваль єврейского мистецтва;
- 2000, 2003, 2004. Жовтень. Львів. Фестиваль “Золотий Лев”;
- 2006. VII Міжнародний Чорноморський театральний фестиваль у м. Трабзон (Туреччина).

## Спектаклі

### Київський академічний драматичний театр на Подолі(1988-н.ч.)
- 2006 «Передчуття Мини Мазийла», Дядько Тарас;
- 2006 «Дивакуватий Журден», Пані Журден;
- 2009 «Мертві душі», Манілов - поміщик;
- 2012 «Лист Богу», Тихоненко;
- 2013 «Пастка для самотнього мужчини», Даніель;
- 2015 «Вічно живі», Миколай Миколайович Чернов - адміністратор філармонії;
- 2015 «Ревізія-Шмавізія», Кузьміч;
- 2018 «Що я бачив уві сні...», Петро Іванович;
- 2019 «Мрії оживають», Лама Джон;
- 2019 «Сірі бджоли», Хазяїн родини;
- 2019 «Останнє приземлення, або один день із життя внутрішнього органа», Пан NN;
- 2020 «Спроба любити», Директор;
- 2021 «Приворотне зілля», Парторг.